# 11a edició dels Premis Sant Jordi de Cinematografia
La 11a edició dels Premis Sant Jordi de Cinematografia (aleshores oficialment Premios San Jorge) va tenir lloc el 23 d'abril de 1967, patrocinada pel "Cine Forum" de RNE a Barcelona dirigit per Esteve Bassols Montserrat i Jordi Torras i Comamala. La llista de premiats es va fer pública el 2 d'abril.
L'entrega va tenir lloc al Cine Alexandra de Barcelona i va estar presidida pel delegat d'Informació i Turisme, Manuel Ortiz, pel director de RNE i delegat de TVE a Barcelona, Jorge Arandes, el President de l'Associació de la Premsa Antonio Martínez Tomás, i els crítics de cinema Jordi Torras i Joan Munsó i Cabús. Després de l'entrega es va projectar la pel·lícula Qui té por de Virginia Woolf?, dirigida per Mike Nichols i protagonitzada per Liz Taylor i Richard Burton.

## Premis Sant Jordi
| Categoria                         | Premiat                 | Labor premiada                   |
| --------------------------------- | ----------------------- | -------------------------------- |
| Millor pel·lícula espanyola       | La caza                 | Pel·lícula                       |
| Millor pel·lícula estrenada       | Giulietta dels esperits | Federico Fellini                 |
| Millor interpretació espanyola    | José María Prada        | La caza                          |
| Millor interpretació              | Innokenti Smoktunovski  | Hamlet                           |
| Millor curtmetratge               | Skaterdater             | Noel Black                       |
| Millor pel·lícula infantil        | El mago de los sueños   | Francesc Macián i Blasco         |
| Millor sala de Barcelona          | Cine Alexandra          | -                                |
| Millor Cine Club de Catalunya     | Cine Club Ingenieros    | -                                |
| Millor sala especial de Barcelona | Cine Publi              | -                                |
| Premi Especial del Jurat          | Editorial Aymà          | Per la col·lecció "Voz e imagen" |